# ندای وظیفه: اکسپیرینس ۲۰۱۱
ندای وظیفه: اکس‌پی ۲۰۱۱ اولین همایش سالانه ای بود که توسط اکتیویژن برای جشن گرفتن سری بازی های ویدیویی ندای وظیفه برگزار شد. این همایش از ۲ تا ۳ سپتامبر ۲۰۱۱ در لس آنجلس، کالیفرنیا در یک آشیانه ۱۲ هکتاری و در اطراف آن برگزار شد، جایی که توسعه دهنده ایفینیتی وارد (همراه با اسلج‌همر گیمز ) بازی آینده خود، ندای وظیفه: جنگاوری نوین ۳ و سرویس آنلاین ندای وظیفه الیت را به نمایش گذاشت. این کنوانسیون به طرفداران فرصتی برای تماشا و شرکت در رویدادها و جاذبه های مختلف مانند تورنمنت ۱ میلیون دلاری، اجراهای زنده از هنرمندان مختلف، مولتی پلیر و حالت چند نفره جنگاوری نوین ۳ ، پینت‌بال ، جیپ آفرودینگ ، زیپ لاین و کپی کامل Burger Town از بازی ندای وظیفه: جنگاوری نوین ۲ .
دومین رویدادCall of Duty: XP از ۲ سپتامبر تا  ۴ سپتامبر ۲۰۱۶ در The Forum در اینگلوود، کالیفرنیا برای تبلیغ عناوین جنگ های بی نهایت و جنگاوری نوین بازسازی شده برگزار شد. 

## اطلاعات عمومی

### مکان و راه اندازی
اکس‌پی ۲۰۱۱ از ۲ تا ۳ سپتامبر ۲۰۱۱ در لس آنجلس برگزار شد. میزبانی آن در یک آشیانه ۱۲ هکتاری و در اطراف آن، که زمانی متعلق به Howard Hughes بود، در پلایا ویستا، لس آنجلس، برگزار شد. آشیانه بود مجهز به تلویزیون‌ها و نمایشگرهای صفحه تخت، بلندگوها، پروژکتورها، و (با حمایت مالی اکس‌باکس) اکس‌باکس ۳۶۰. همچنین با لوازم ندای وظیفه و کپی هایی از فرنچایز تزئین شده بود. در خارج از آشیانه، جاذبه های متعددی برای هواداران تعبیه شده بود. یکی از فعالیت ها دوره پینت‌بال بود که بر اساس سطح چند نفره Scrapyard از ندای وظیفه: جنگاوری نوین ۲ الگوبرداری شد. جیپ با افزودن تجربه عملیات جیپ که در آن شرکت کنندگان سوار بر جیپ هایی که از مانع عبور می کرد، از این رویداد حمایت مالی کرد.

## حضور و غیاب
بلیت‌های اکس‌پی ۲۰۱۱ در ۱۹ ژوئیه ۲۰۱۱ در ساعت ۱۰ صبح ب.قت PDT به فروش رسید. قیمت آنها ۱۵۰ دلار با محدودیت ۲ بلیت در هر خرید بود  بلیت ها فقط به صورت گذرنامه ۲ روزه فروخته می شدند و فقط Moutلای ۱۸ سال می توانستند شرکت کنند. همه شرکت‌کنندگان یک کیف کالای ندای وظیفه و یک کوپن برای نسخه سخت ندای وظیفه: جنگاوری نوین ۳ دریافت کردند.  گزارش شده است که بیش از ۶۰۰۰ هوادار برای شرکت در کنوانسیون صف کشیده اند.  لایو‌استریم ، وب‌سایتی که میزبان جریان اکس‌پی بود، گزارش داد که CoD: XP 2011 دومین استریم پربازدید در تاریخ وب‌سایت بوده است. 

## سازمان

### برنامه ریزی

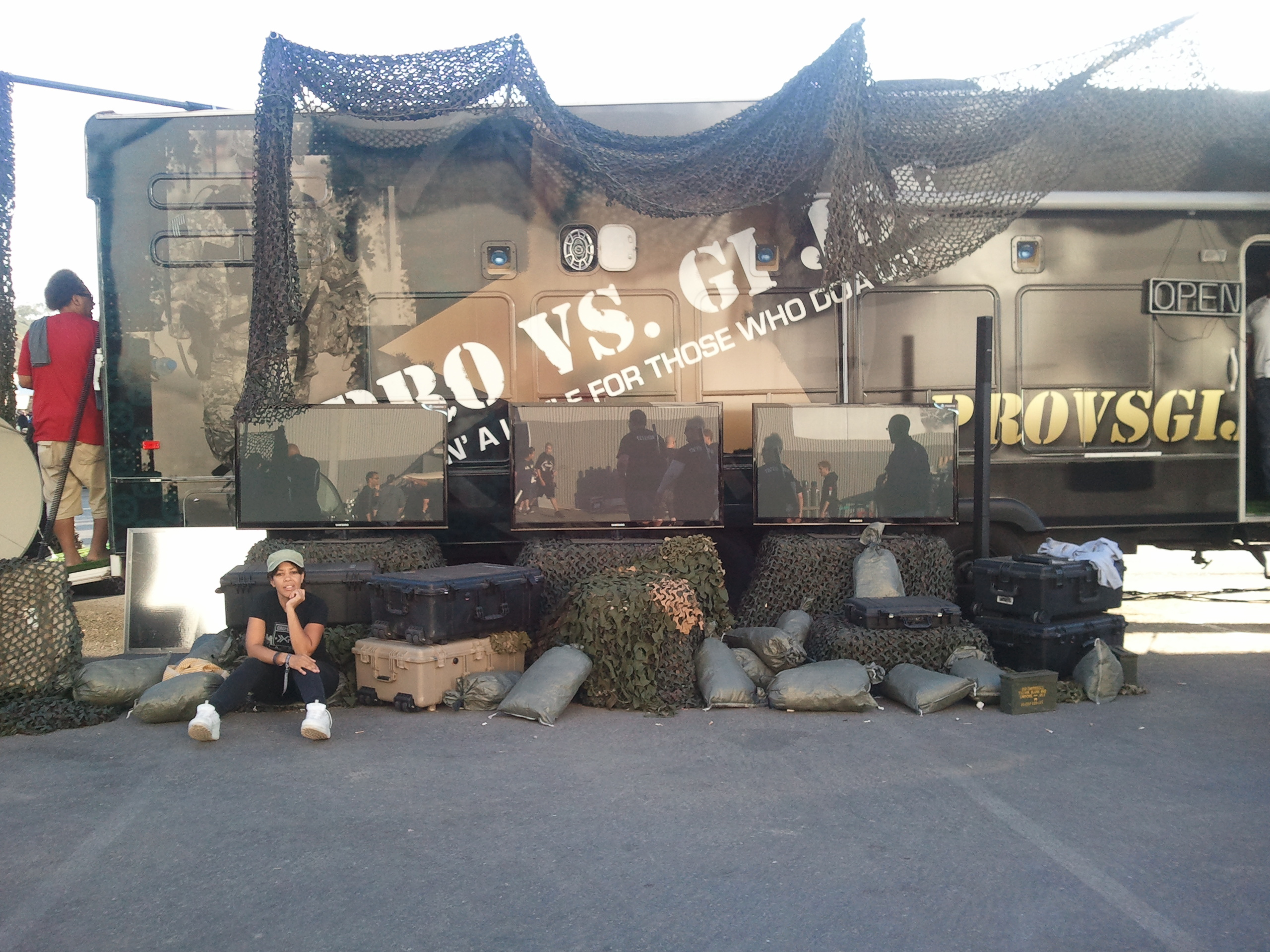
کامیون اصلی بازی Pros vs G.I. Joes در روز دون کنوانسیون اکس‌پی ۲۰۱۱

| جمعه 2 سپتامبر       | رویداد                                         |
| -------------------- | ---------------------------------------------- |
| ساعت 9:30 صبح        | ثبت نام                                        |
| ساعت 11:00 صبح       | جلسه توجیهی چند نفره "ندای وظیفه: جنگ مدرن 3". |
| 12:00 الی 19:30      | فعالیت ها باز است                              |
| 2:00 بعد از ظهر      | طرفداری در مقابل جی آی جوز                     |
| ساعت 4 بعد از ظهر    | "ندای وظیفه: نخبگان" - پنل قبیله ها و گروه ها  |
| 5:00 بعد از ظهر      | پنل صدای ندای وظیفه                            |
| ساعت 7:00 بعد از ظهر | اکران فیلم «یافتن ماکاروف: عملیات شاه ماهی»    |
| ساعت 20:00           | اجرای زنده Dropkick Murphys                    |

| شنبه 3 سپتامبر               | رویداد                                               |
| ---------------------------- | ---------------------------------------------------- |
| ساعت 10:00 صبح               | درها باز می شوند                                     |
| ساعت 11:00 صبح               | گیم پلی راه اندازی می شود                            |
| 11:00 صبح تا 7:30 بعد از ظهر | فعالیت ها باز است                                    |
| ساعت 11:00 صبح               | ساخت پنل Call of Duty: Black Ops                     |
| 12:00 بعد از ظهر             | Call of Duty: Zombies – Origins and Evolutions Panel |
| 2:00 بعد از ظهر              | طرفداری در مقابل جی آی جوز                           |
| ساعت 6:30 بعد از ظهر         | فینال مسابقات 1 میلیون دلاری                         |
| ساعت 20:00                   | اجرای زنده کانیه وست                                 |

### مسابقات ۱ میلیون دلاری
یکی از جذابیت های اصلی کنوانسیون مسابقات یک میلیون دلاری بود که در آن ۳۲ تیم چهار نفره برای جایزه بزرگ ۴۰۰۰۰۰ دلاری مبارزه کردند. این مسابقات به صورت تک حذفی برگزار شد و مسابقات مقدماتی خارج از سایت برگزار شد. چهار جایگاه خالی مانده بود تا توسط طرفداران حاضر در سایت پر شود. در این مسابقه فهرستی از جنگجویان برتر ندای وظیفه وجود داشت که می‌جنگیدند تا در بین ۸ نفر برتر قرار بگیرند تا واجد شرایط دریافت مقداری از جوایز شوند. این مسابقات توسط بازیگران حرفه ای ندای وظیفه ، هاسترو و Fwiz انجام شد. تیم بازی نوری (ایالات متحده آمریکا) و تیم بی نهایت (بریتانیا) در حالت‌های مختلف بازی چند نفره ندای وظیفه: جنگاوری نوین ۳ در فینال‌ها به مصاف هم رفتند. بازی نوری در چهار دور برنده بهترین سری از ۵ شد و جایزه ۴۰۰۰۰۰ دلاری را از آن خود کرد و در عین حال اولین برنده مسابقات ندای وظیفه اکس‌پی شد.  فهرست بازی نوری (ایالات متحده آمریکا): مرک ندشات، تایمار بزرگ و تیم بی نهایت (بریتانیا): اکس‌ال‌ان‌سی، گانشی، فرلوف، ارسول
تیم نوری در مقابل امتیازات نهایی تیم بی نهایت

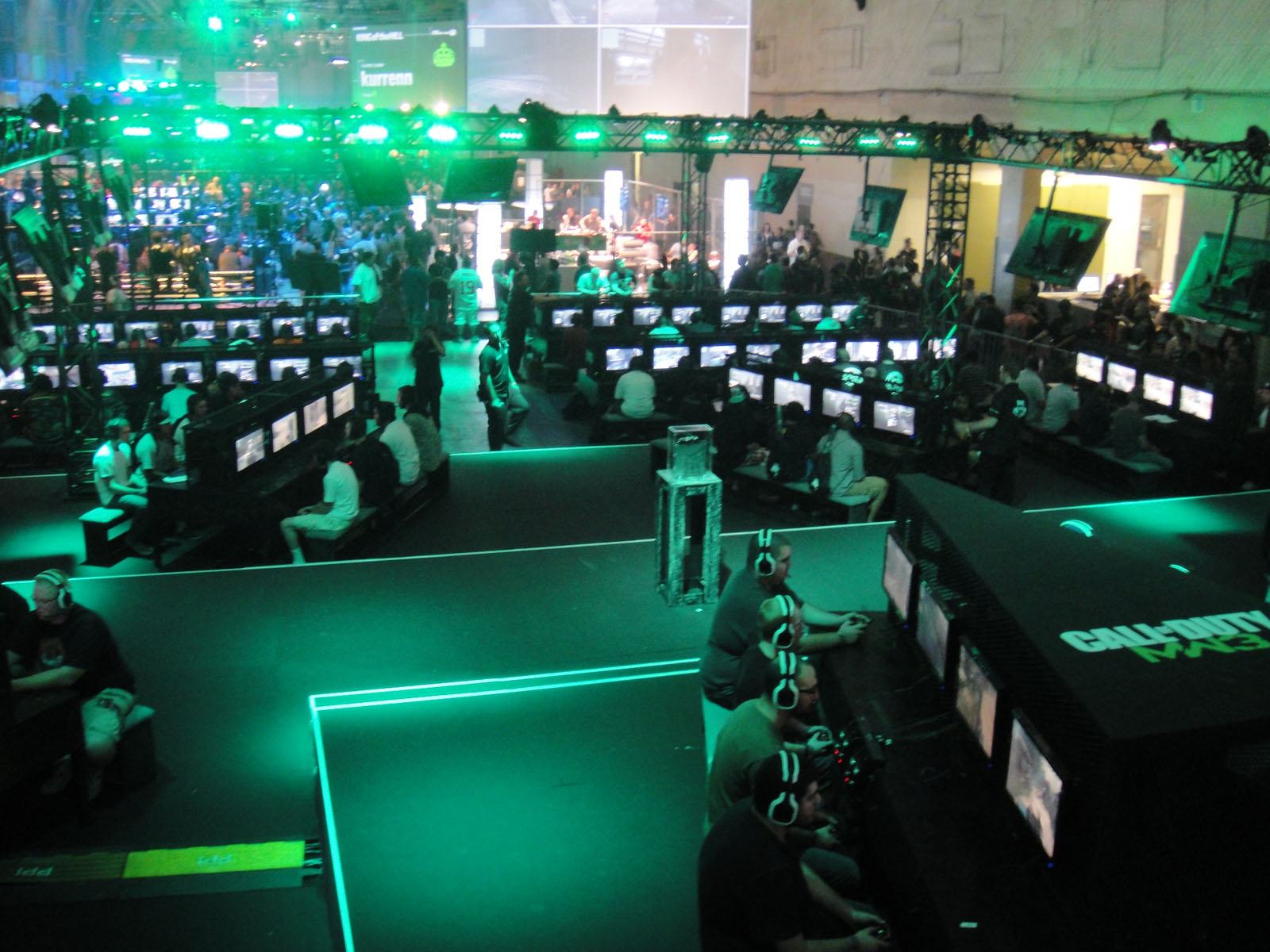
مرکز همایش ۲۰۱۱ اکس پی

|              | مسابقه پرچم گیری(capture the flag) | مسابقه سلطه (Domination) | مسابقه کشتن تایید شد(kill confirmed) | مسابقه جستجو و نابود کردن(search and destroy) |
| ------------ | ---------------------------------- | ------------------------ | ------------------------------------ | --------------------------------------------- |
| بازی نوری    | ۴                                  | ۲۰۸                      | ۲۵                                   | ۴                                             |
| تیم بی نهایت | ۱                                  | ۱۲۸                      | ۳۵                                   | ۲                                             |

## اطلاعیه ها و رونمایی ها

### ندای وظیفه: جنگاوری نوین ۳ نسخه سخت
اکتیویژن در اولین روز این رویداد اعلام کرد که نسخه جدید ندای وظیفه: جنگاوری نوین ۳(به انگلیسی: Call of duty: modern warfare 3 hardened edition)شامل دیسک بازی جنگاوری نوین ۳ با "هنر منحصر به فرد دیسک"، یک عضویت ۱ ساله ممتاز ویژه در ندای وظیفه الیت، است. وضعیت بنیانگذار در ندای وظیفه الیت که شامل یک نشان انحصاری درون بازی، پلی‌کارت ، استتار سلاح، تقویت قبیله اکس‌پی و مزایای انحصاری بیشتر، جعبه استیل بوک کلکسیونی، روکش انحصاری مسلسل عملیات ویژه Xbox Live فقط برای اکس‌باکس ۳۶۰، انیمیشن اختصاصی PSN است. جدول زمانی فقط برای پلی استیشن ۳ ، و نسخه محدود، مجله میدانی کلکسیونی، که کل حماسه را با بیش از ۱۰۰ صفحه "طرح های نظامی معتبر، نمودارها و نوشته های نوشته شده" شرح می دهد.  قیمت خرده فروشی نسخه سخت ۹۹.۹۹ دلار اعلام شد.

### ندای وظیفه الیت
اکتیویژن همچنین برای اعلام و شفاف‌سازی جنبه‌های خاصی در مورد سرویس رایگان و اشتراک جدید خود، ندای وظیفه الیت، وقت گذاشت. گفته شد که این سرویس به دو سطح رایگان و پولی تقسیم می شود. از جمله ویژگی های رایگان اعلام شده، یکپارچه سازی فیس بوک و برنامه تلفن همراه ندای وظیفه الیتبود که به بازیکنان اجازه می دهد تنظیمات پخش کننده خود را از طریق تلفن همراه خود تغییر دهند.  جزئیات پرداختی سرویس اعلام شده، در درجه اول قیمت اشتراک بود. هزینه عضویت ماهانه ۵ دلار است در حالی که عضویت سالانه ۴۹.۹۹ دلار هزینه دارد. با اشتراک پولی، اریک هیرشبرگ، مدیر عامل انتشارات اکتیویژن اعلام کرد که تمامی محتوای قابل دانلود برای ندای وظیفه: جنگاوری نوین ۳ شامل می شود، بازیکنان می توانند در مسابقات شرکت کنند، فضای اشتراک فایل بیشتر و موارد دیگر. 

### جنگاوری نوین ۳ چند نفره
رویداد اصلی این کنوانسیون رونمایی چند نفره جنگاوری نوین ۳ بود. رابرت بولینگ و مایکل کاندری چندین نکته کلیدی را در مورد چند نفره در بازی آینده فاش کردند. کیل استریک(uav ، گانشیپ و مشابهات آن) اعلام شد که تعمیرات اساسی دریافت کرده است و اکنون در بسته‌های حمله در دسترس است. بسته‌های حمله، Assault، Support و Specialist، دیگر بر اساس کشته‌ها تعیین نمی‌شوند، بلکه در امتیازاتی که بازیکن در حین بازی دریافت می‌کند و نحوه ایفای نقش هر بسته حمله به عنوان نقش متفاوتی در بازی تعیین می‌شود.  از دیگر اعلامیه‌های مربوط به چند نفره می‌توان به حذف چندین امتیاز بحث‌برانگیز، اضافه شدن حالت بازی «کیل کنفورمد» و اضافه شدن مهارت در سلاح‌ها اشاره کرد. 

## همچنین ببینید
- Call of Duty: Modern Warfare 2
- Call of Duty: Modern Warfare 3
- Call of Duty: Black Ops

## یادداشت ها و مراجع

### مراجع
1. 1 2  Lang, Derrik (2 September 2011). "Fans set sights on first 'Call of Duty' convention". AJC.com. Retrieved 23 October 2011.
2. ↑  "Activision Announces Call of Duty XP Fan Event" http://www.ign.com/articles/2016/06/08/activision-announces-call-of-duty-xp-fan-event
3. ↑  "Call of Duty® XP - گزینه های مکان و سفر." Call of Duty®. اکتیویژن. وب 28 سپتامبر 2011. <http://www.callofduty.com/xp/travel> بایگانی‌شده  در ۲ ژانویه ۲۰۱۲ توسط Wayback Machine.
4. ↑  "هنگار اصلی در Call of Duty XP - طرفداران ندای وظیفه را در لس آنجلس می شنوند (عکس ها) - بررسی های CNET." نظرات محصولات - بررسی های الکترونیکی، بررسی های کامپیوتری و موارد دیگر - بررسی های CNET. Cnet, 5 سپتامبر 2011. وب. 28 سپتامبر 2011. <>.
5. ↑  "Call of Duty® XP." Call of Duty®. اکتیویژن. وب 28 سپتامبر 2011. <http://www.callofduty.com/xp/>
6. ↑  "ندای وظیفه XP - The Event." Call of Duty®. اکتیویژن. وب 28 سپتامبر 2011. <http://www.callofduty.com/xp/theevent
7. ↑  Stamp, Trevor. "Call of Duty XP Ticket Prices Announced | MonsterVine." MonsterVine - Video Game News and Reviews Coverage. 14 July 2011. Web. 28 Sept. 2011. <http://monstervine.com/2011/07/call-of-duty-xp-ticket-prices-announced/>
8. ↑  "Call of Duty® XP - Frequently Asked Questions." Call of Duty®. Activision. Web. 28 Sept. 2011. <http://www.callofduty.com/xp/faq>
9. ↑  Brightman, James (2011-09-13). "Call of Duty: XP 2011 Was The 2nd Most Viewed Event In History". IndustryGamers. Archived from the original on 2011-10-29. Retrieved 2011-10-23.
10. ↑  Call of Duty XP 2011. Advertisement. Call of Duty XP 2011 Schedule. Activision. Web. 28 Sept. 2011. <http://www.callofduty.com/xp/img/Call_of_Duty_XP_Schedule.pdf>.
11. ↑  "Call of Duty Community: Latest News - Call of Duty®: XP: $1 Million Tournament Final Round Recap: Optic vs. Infinity." Call of Duty Community: Home. Activision, 3 Sept. 2011. Web. 28 Sept. 2011. <http://community.callofduty.com/community/call_of_duty_xp_blog/blog/2011/09/03/1-million-tournament-final-round-recap-optic-vs-infinity بایگانی‌شده  در ۲۰۱۱-۰۹-۲۷ توسط Wayback Machine>
12. ↑  "Call of Duty Community: Space: Call of Duty XP Blog." Call of Duty Community: Home. 2 Sept. 2011. Web. 28 Sept. 2011. <http://community.callofduty.com/community/call_of_duty_xp_blog بایگانی‌شده  در ۲۰۱۱-۱۰-۰۲ توسط Wayback Machine>
13. ↑  "Call of Duty Community: Latest News - Call of Duty®: XP: The Cheat Sheet on Call of Duty Elite." Call of Duty Community: Home. 2 Sept. 2011. Web. 28 Sept. 2011. <http://community.callofduty.com/community/call_of_duty_xp_blog/blog/2011/09/02/the-cheat-sheet-on-call-of-duty-elite بایگانی‌شده  در ۲۰۱۲-۰۴-۰۳ توسط Wayback Machine>
14. ↑  "Call of Duty Community: Latest News - Call of Duty®: XP: The Cheat Sheet on Call of Duty Elite." Call of Duty Community: Home. 2 Sept. 2011. Web. 28 Sept. 2011. <http://community.callofduty.com/community/call_of_duty_xp_blog/blog/2011/09/02/the-cheat-sheet-on-call-of-duty-elite بایگانی‌شده  در ۲۰۱۲-۰۴-۰۳ توسط Wayback Machine>
15. ↑  "Call of Duty Community: Space: Call of Duty XP Blog." Call of Duty Community: Home. 2 Sept. 2011. Web. 28 Sept. 2011. <http://community.callofduty.com/community/call_of_duty_xp_blog?view=blog بایگانی‌شده  در ۲۰۱۱-۱۰-۰۳ توسط Wayback Machine>
16. ↑  "Call of Duty Community: Space: Call of Duty XP Blog." Call of Duty Community: Home. 2 Sept. 2011. Web. 28 Sept. 2011. <http://community.callofduty.com/community/call_of_duty_xp_blog?view=blog بایگانی‌شده  در ۲۰۱۱-۱۰-۰۳ توسط Wayback Machine>